# Яркуль-Матюшкинский сельсовет
Яркуль-Матюшкинский сельсовет — сельское поселение в Усть-Таркском районе Новосибирской области Российской Федерации.
Административный центр — село Яркуль-Матюшкино.

## История
Статус и границы сельского поселения установлены Законом Новосибирской области от 2 июня 2004 года № 200-ОЗ «О статусе и границах муниципальных образований Новосибирской области»

## Население
| 2002 | 2010 | 2012 | 2013 | 2014 | 2015 | 2016 |
| ---- | ---- | ---- | ---- | ---- | ---- | ---- |
| 861  | ↘806 | ↗822 | ↘801 | ↘773 | ↘746 | ↗756 |
| 2017 | 2018 | 2019 | 2020 | 2021 |      |      |
| ↘742 | ↘732 | ↘720 | ↘714 | ↗723 |      |      |

## Состав сельского поселения
| № | Населённый пункт  | Тип населённого пункта       | Население |
| - | ----------------- | ---------------------------- | --------- |
| 1 | Майский           | посёлок                      | ↘76       |
| 2 | Новоалександровка | деревня                      | ↘139      |
| 3 | Яркуль-Матюшкино  | село, административный центр | ↗591      |